# Лана Аџић
Лана Аџић (рођ. Караклајић) српска је глумица.

## Биографија
Кћерка је српске глумице Тање Бошковић и Дејана Караклајића, редитеља, продуцента и сценаристе.
Иако је уписала филозофски факултет (смјер социологија), Лана се на крају схватила да ипак жели у животу да се бави глумом.
Играла је у филму Пети лептир. Остварује се и у позоришту, као и у представама за дјецу.

## Галерија
- Мало позориште „Душко Радовић”